# Vittorio Sereni
Vittorio Sereni (* 27. Juli 1913 in Luino; † 10. Februar 1983 in Mailand) war ein italienischer Dichter, Schriftsteller und Übersetzer.

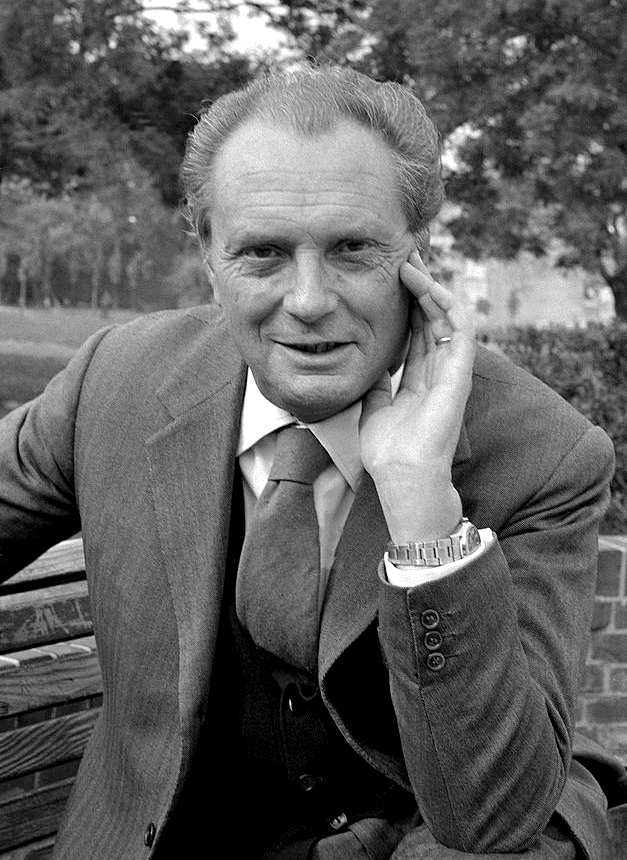
Vittorio Sereni im Jahr 1975

## Leben

### Kindheit in Luino
Vittorio Sereni wurde in Luino als einziger Sohn des Zollbeamten Enrico Sereni und der Maria Michelina Colombi geboren und verbrachte seine Jugend in der Grenzstadt, bevor er im Alter von zwölf Jahren nach Brescia zog. Die in Luino verbrachte Kindheit hat die Sensibilität des Dichters am stärksten geprägt und die Orte rund um den Lago Maggiore gehören zu jenen, aus denen Sereni seine größte poetische Inspiration schöpfte. Sereni, der als Begründer der Strömung Linea Lombarda gilt (die ihren Namen von dem Gedichtband hat, den Luciano Anceschi 1952 in Varese im Verlag Magenta veröffentlichte), hat Brescia immer als seine zweite Heimat betrachtet. Seine ersten literarischen Interessen wurden in der ruhigen Umgebung dieser Stadt nach der Lektüre eines großen Dichters des 20. Jahrhunderts, Giuseppe Ungaretti, geweckt.

### Umzug nach Mailand und die ersten Kontakte mit Intellektuellen

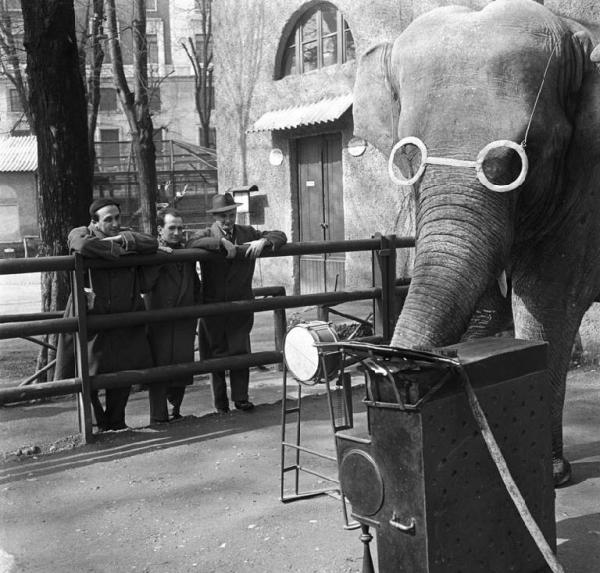
Vittorio Sereni mit Alfonso Gatto und Oreste Del Buono in Mailand, Foto Federico Patellani, 1951

1933 zog der zukünftige Dichter erneut um, diesmal nach Mailand. Während er in Luino und Brescia das Gymnasium und das Liceo classico Arnaldo besucht hatte, schrieb er sich in der lombardischen Hauptstadt an der Universität ein, zunächst an der juristischen Fakultät und später an der Fakultät für Literatur. Im Jahr 1936 schloss er sein Studium mit einer Dissertation über Guido Gozzano ab, die bei der Veröffentlichung großes Aufsehen erregte. Die Arbeit wurde zwar von seinem Betreuer Banfi gelobt, aber das akademische Gremium stand den neuen Ideen des Absolventen eher skeptisch gegenüber.
In Mailand schloss Sereni Freundschaft mit einer Reihe von Studienkollegen, die seine literarischen Interessen teilten. Zu den ersten gehörten Luciano Anceschi und später Giancarlo Vigorelli, Leonardo Sinisgalli, Alfonso Gatto und Salvatore Quasimodo. Gatto und Vigorelli machten den vielversprechenden Dichter mit Carlo Betocchi bekannt, der 1937 zwei Gedichte für ihn (Concerto in giardino und Inverno a Luino) in der Zeitschrift „Il Frontespizio“ veröffentlichte. Dies war der erste wichtige Meilenstein.
Im Jahr 1937 war Sereni zusammen mit Dino Del Bo, Ernesto Treccani und Alberto Lattuada in die Redaktion von Corrente eingetreten, nachdem er zuvor an den Zeitschriften Letteratura und Campo di Marte mitgearbeitet hatte. Am 15. September 1939 verließ Sereni die Redaktion der Zeitschrift Corrente und wurde durch Giansiro Ferrata ersetzt.
Die Zeitschrift stellte ihr Erscheinen am 10. Mai 1940 ein, um sich in einen Verlag umzuwandeln, und veröffentlichte 1941 die erste Ausgabe von Frontiera und im Jahr darauf die Neuauflage unter dem Titel Poesie, die auch andere Texte enthielt.

### Kriegserfahrung und die Gefangenschaft in Algerien
In der Zwischenzeit hatte das faschistische Italien am 10. Juni 1940 Frankreich und Großbritannien den Krieg erklärt  und war in den Zweiten Weltkrieg eingetreten. Die Nachricht überraschte Sereni in Modena, wo er an einem Gymnasium Italienisch und Latein unterrichtete. Er wurde im Rang eines Infanterieoffiziers zu den Waffen gerufen und im Herbst 1941 einer für Nordafrika bestimmten Einheit zugeteilt: Wie er selbst erzählte, erreichte er sein Ziel nie. Am 24. Juli 1943 geriet er im Zuge der alliierten Invasion in Sizilien in Paceco in der Nähe von Trapani in Gefangenschaft und verbrachte zwei Jahre in Algerien und im damaligen Französisch-Marokko, aus dem er erst nach Kriegsende zurückkehrte.

### Rückkehr nach Mailand: Arbeit bei Pirelli und Mondadori
Im August 1945 zog er in das Haus seiner Eltern in der Via Scarlatti 27 in Mailand. 1947 veröffentlichte er Diario d'Algeria. 1952 gab Sereni seine Lehrtätigkeit auf und entschied sich, in der Pressestelle des Werbeabteilung der Mailänder Firma Pirelli zu arbeiten, wo er bis 1958 blieb. 1953 zog er in die Via Mauro Macchi 35, wo er selbständig zu leben begann, und kurz darauf in die Via Benedetto Marcello 67. 1954 erschien sein Werk Una polvere d'anni a Mailand, 1955 Non sanno d'esser morti und 1957 Frammenti di una sconfitta – Diario bolognese. 1956 erhielt er in Lugano den internationalen Preis „Libera Stampa“ für einige Gedichte, zu denen auch Frammenti di una sconfitta gehörten und die unter dem Titel Un lungo sonno, ein unveröffentlichter Sammlung, zusammengefasst wurden.
1958 wurde er literarischer Leiter des Mondadori-Verlags (wo er bis zu seiner Pensionierung im Jahr 1975 blieb) und von 1962 bis 1964 war er Redaktionsleiter der Zeitschrift „Questo e altro“. In der Zwischenzeit waren 1962 Gli immediati dintorni und 1965 Gli strumenti umani erschienen; 1969 war er der erste Herausgeber der Mondadori-Reihe „I Meridiani“; 1972 erhielt er den Feltrinelli-Preis für Poesie, der von der Accademia dei Lincei verliehen wird. Im Oktober 1967 zog er in die Via Paravia 37 in der Nähe des Stadions San Siro: als Fußballfan und langjähriger Anhänger von Inter Mailand widmete Sereni auch einige seiner Gedichte dem Team der Nerazzurri.
Er begann nun eine Reihe von Reisen: Barcelona, die Niederlande und die Vereinigten Staaten; jedes Jahr besuchte er die Frankfurter Buchmesse. Im März 1967 war er zusammen mit Giovanni Giudici, Franco Fortini und Andrea Zanzotto anlässlich der Veröffentlichung von Paradiso interrotto (ein Band mit zeitgenössischen Dichtern aus Italien), auf Einladung des Tschechen Vladimír Mikeš, dem Herausgeber der Anthologie, in Prag. 1973 reiste er nach Ägypten, 1974 nach Mexiko, 1978 in die Provence, wo er René Char traf. 1980 unternahm er zusammen mit Mario Luzi, Alberto Arbasino, Luigi Malerba und Aldo De Jaco im Auftrag des Schriftstellerverbandes eine Reise nach China.
Sereni wurde Redakteur und Mitarbeiter von La Rassegna d'Italia und Literaturkritiker von Milano Sera. 1980 gründete er für Il Saggiatore die Lyrikreihe „i Paralleli“, deren Leitung er Giovanni Giudici anvertraute. 1981 veröffentlichte er für Einaudi das übersetzte Taschenbuch Il musicante di Saint-Merry und andere Verse, die er aus dem „Orphée Noir“, von Pound, Char, Williams, Frénaud, Apollinaire, Camus, Bandini und Corneille übersetzte. Für diese Arbeit als Lyrikübersetzer erhielt er 1982 den Bagutta-Preis. Im selben Jahr veröffentlichte er bei Garzanti Stella variabile, mit dem er den Viareggio-Preis für Poesie gewann.

### Tod und Gedenken

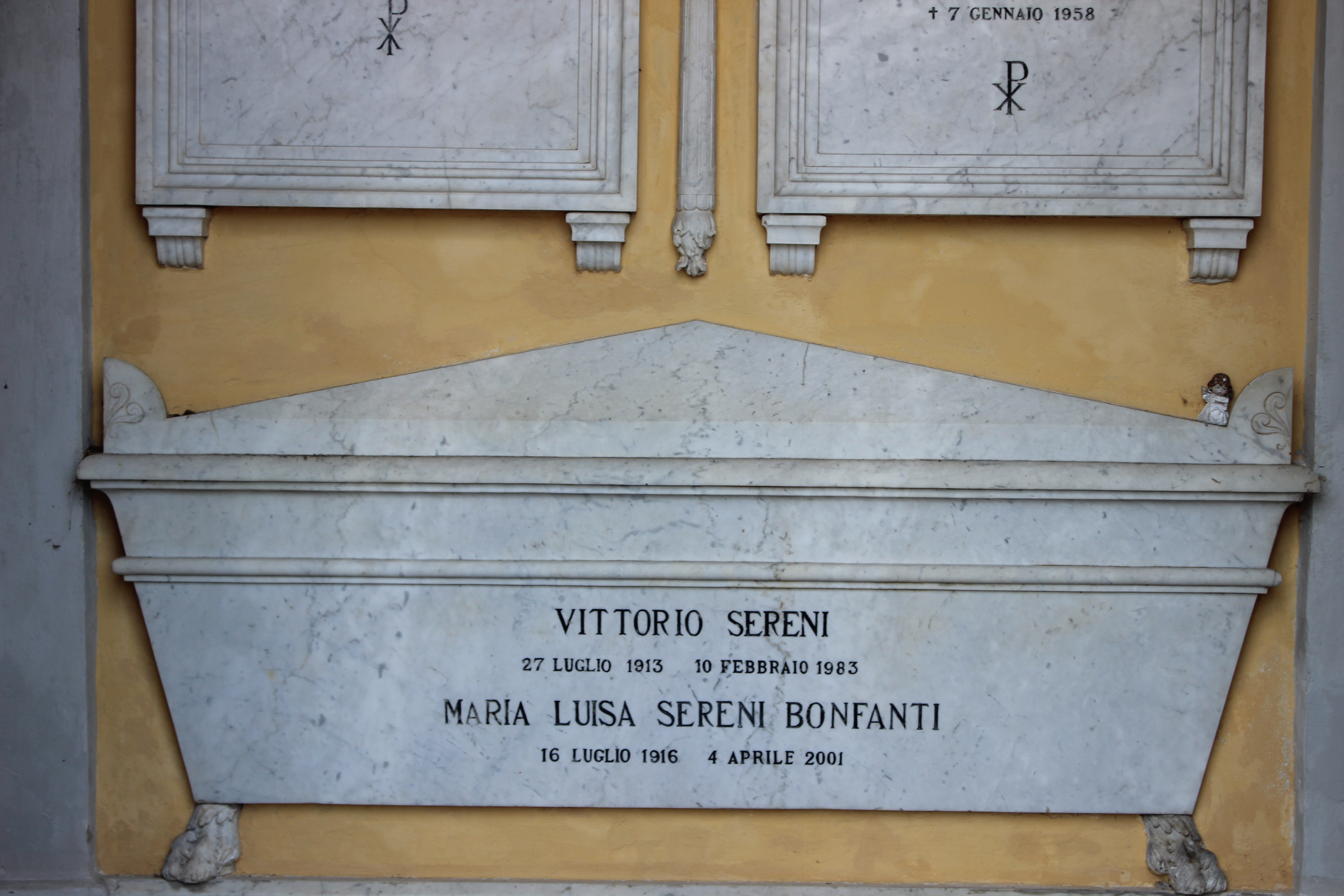
Grab von Vittorio Sereni in der Familienkapelle auf dem Friedhof von Luino

Am 10. Februar 1983 starb er plötzlich an den Folgen eines Aneurysmas. Er ist in Luino in der Familiengruft begraben. Das wissenschaftliche Gymnasium in Laveno-Mombello ist nach ihm benannt.
Auf Wunsch des Dichters erfolgten von seiner Tochter Maria Teresa posthume Veröffentlichungen: im Oktober 1983 unter dem Titel Gli immediati dintorni primi e secondi (Il Saggiatore) und 1986 unter dem Titel Tutte le poesie (Mondadori). Im November desselben Jahres veröffentlichte Dante Isella unter dem Titel Senza l'onore delle armi (Scheiwiller) fünf Prosawerke: La cattura, L’anno quarantatre, L’anno quarantacinque, Ventisei, Le sabbie dell’Algeria.
Zahlreiche Essays, verschiedene Schriften und Gedichte wurden in „Paragone“, „aut aut“, „Nuova Corrente“, „Tempo Presente“, „Il Menabò“, „Nuovi Argomenti“, „Questo e altro“, „La Rassegna d'Italia“, „Giornale di Mezzogiorno“, „La Fiera Letteraria“, „La Frusta libera“ und in anderen Zeitschriften und Zeitungen veröffentlicht.
1991 fand in Luino unter der Leitung von Dante Isella eine Dichtertagung über Sereni als Gelehrten und Intellektuellen statt. Die Beiträge der Teilnehmer, die sich hinsichtlich ihres Alters und ihrer dichterischen Wahl stark voneinander unterschieden, wurden in dem Band Per Vittorio Sereni. Convegno di poeti (Luino, 25.-26. Mai 1991) veröffentlicht.
1999 wurde das Archiv Vittorio Sereni eingeweiht, nachdem die Gemeinde Luino und die Region Lombardei einen umfangreichen Bestand an Dokumenten über das literarische Schaffen des Dichters und die umfangreiche Korrespondenz, die er während seiner redaktionellen Tätigkeit bei Pirelli und Mondadori gesammelt hatte, erworben hatten. Später wurde es dank der Schenkung seiner Erben um weitere Dokumente aus seiner redaktionellen Tätigkeit erweitert. Das Archiv ist seit 2019 im Palazzo Verbania am Seeufer in Luino untergebracht. Weitere Nachlässe des Autors werden im Archiv des Manuskriptzentrums der Universität Pavia aufbewahrt. Unterlagen zu seiner Arbeit als Redaktionsleiter von Mondadori werden in der Fondazione Arnoldo e Alberto Mondadori aufbewahrt.

## Fußballfan
Als leidenschaftlicher Fußballfan war Vittorio Sereni ein begeisterter Anhänger von Inter Mailand und besuchte oft das Giuseppe-Meazza-Stadion, um die Spiele der Nerazzurri zu sehen. Einige seiner episodischen Korrespondenzen mit seinem „Kollegen“ Pier Paolo Pasolini, einem Bologna-Anhänger, sind ebenfalls bekannt.
In der poetischen Sammlung von Vittorio Sereni gibt es auch einen Text mit dem Titel omonima trasmissione televisiva, der sich eindeutig auf die gleichnamige Fernsehsendung bezieht, der dem italienischen Derby zwischen Inter und Juventus gewidmet ist.

## Lyrik
Als die Sammlung Frontiera (1941) erschien, wurde Vittorio Serenis Lyrik sowohl mit der modernen Minderheit unter dem Einfluss von Ungaretti und Quasimodo als auch mit der Poesie des florentinischen Hermetismus verglichen, obwohl der diskursiv-elegische Ton bei näherer Betrachtung schon damals auf unterschiedlich konkrete Gefühle, Gegenstände und Situationen hindeutete.
Die Gefangenschaft und der Krieg verändern später seine Sichtweise auf die Welt, die in seinen Augen immer unverständlicher wurde (Algerisches Tagebuch), und die von ihm gewählte Erzählweise dient zusammen mit archaisierenden lexikalischen Elementen oft der Distanzierung von der Realität, während der Rhythmus, der aus Modulationen von einer Strophe zur nächsten besteht, den Zustand des Gefangenen symbolisiert, der dem des menschlichen Zustands sehr ähnlich ist.
Eines der anspruchsvollsten Bücher, das in den dreißig Jahren nach dem Zweiten Weltkrieg geschrieben wurde, ist Gli strumenti umani. Es handelt sich um eine Sammlung von Versen, die Szenen aus dem Stadtleben, die Rückkehr zu den geliebten Orten der frühen Jugend, starke Lieben und gegensätzliche Zuneigungen beschreiben. Obwohl Serenis Poesie weit von der politischen Form entfernt ist, ist sie ein lebendiger Interpret mehrerer Jahrzehnte des Lebens des italienischen Bürgertums im Augenblick des Übergangs zu den Formen des letzten Kapitalismus. Stilistisch begann er, sich von der Obskurität der frühen Sammlungen zu entfernen und eine persönlichere Sprache zu entwickeln.
Dieselben Themen, die er mit größerem metaphysischen Elan angeht, werden auch in seiner letzten Sammlung Stella variabile behandelt, in der sich der Ton seiner Poesie verdüstert.
Während seines gesamten Schaffens war die Lyrik Gegenstand von wichtiger Bestrebungen in Richtung einer erzählerischen Dimension.

## Werke

### Poesie

#### Sammlungen
- Frontiera (Gedichtsammlung), Edizioni di Corrente, Mailand, 1941
  - 2. erweiterte Auflage: Poesie, Vallecchi, Florenz, 1942
  - 3. erweiterte Auflage: Scheiwiller – All'insegna del Pesce d'Oro, Mailand 1966
- Diario d'Algeria, Vallecchi, Florenz, 1947
  - 2. erweiterte Auflage: Mondadori, Mailand, 1965
- Gli strumenti umani, Einaudi, Turin, 1965
  - 2. erweiterte Auflage: 1975
- Stella variabile (Gedichtesammlung), Garzanti, Mailand, 1981
  - 2. Auflage: 1982

#### Gedichtbände
- Una polvere d'anni di Mailand, Maestri, Mailand, 1954 (mit 3 Abbildungen von Attilio Rossi)
- Non sanno d'essere morti, San Rafael, 1955
- Frammenti di una sconfitta-Diario bolognese, Scheiwiller, Mailand, 1957 (mit einer Radierung von Franco Gentilini, 130 Exemplare)
- Appuntamento a ora insolita, Hrsg.: Vanni Scheiwiller, Allegretti di Campi, Mailand, 1964
- Lavori in corso, Scheiwiller, Mailand 1965 (anschließend Luxemburg 1970)
- Dodici poesie, Sommaruga, Verona, 1966 (mit einer Radierung von Pio Semenghini, 125 Exemplare)
- La guerra girata altrove, Editiones Dominicae, Verona, 1969
- Addio Lugano bella, Edizioni dell'Upupa, Florenz, 1971 (mit sechs Siebdrucken von Ernesto Treccani)
- Da tanto mare, Galleria L'incontro, Mailand, 1971 (mit zwei Lithographien von Gianni Dova)
- Sei poesie, Galleria L'incontro, Mailand, 1972
- Poesie scelte (1935-1965), Hrsg. Lanfranco Caretti, Mondadori, Mailand, 1973
- Toronto sabato sera (mit Fantasie von Kodra), Edizioni per la Galleria Rizzardi, Mailand, 1973
- Un posto di vacanza, Scheiwiller, Mailand, 1974
- A Venezia con Biasion, Edizioni Ca' Spinello, Urbino, 1975 (mit Radierungen von Renzo Biasion)
- Tre poesie per Niccolò Gallo, edizioni Galleria Pananti, Florenz, 1977 (mit neun gelben Karten von Mario Marcucci, 350 Exemplare)
- Nell'estate padana, La Spirale, Mailand, 1978 (mit drei Aquatintazeichnungen von Enrico Della Torre, 90 Exemplare)
- Rapsodia breve (Einführung von Lento Goffi), Il Farfengo, Brescia, 1979

#### Posthume Ausgaben
- Tutte le poesie, Hrsg. Maria Teresa Sereni, mit einem Vorwort von Dante Isella, Mondadori („Lo Specchio“), Mailand, 1986; Neuauflage 2023
- Il grande amico. Poesie 1935-1981, Rizzoli, Mailand, 1990. Einführung von Gilberto Lonardi, Kommentar von Luca Lenzini
- Poesie. Un'antologia per la scuola, Hrsg. Dante Isella u. Clelia Martignoni, Nastro & Nastro, Luino, 1993
- Poesie, Kritische Ausgabe von Dante Isella, Mondadori, I Meridiani, Mailand, 1995

### Prosa
- Gli immediati dintorni, Il Saggiatore, Mailand, 1962
- L'opzione, Scheiwiller, Mailand, 1964
- Ventisei, Edizioni dell'Aldina, Rom, 1970 (Mit 6 Radierungen von Augusto Perez, 75 Exemplare)
- Letture preliminari, Liviana, Padua, 1973
- Il sabato tedesco, Il Saggiatore, Mailand, 1983
- La traversata di Mailand, in Poesia Uno, Guanda, Mailand, 1980

#### Posthume Sammlungen
- Gli immediati dintorni primi e secondi, Il Saggiatore, Mailand, 1983
- Senza l'onore delle armi, Scheiwiller, Mailand, 1986
- Sentieri di gloria, Mondadori, Mailand, 1995, (Sammlung kritischer Essaysi)
- La tentazione della prosa, Hrsg. Giulia Raboni, Einführung von Giovanni Raboni, Mondadori, Mailand, 1998
- Viaggio in Cina, Hrsg. Emanuela Sartorelli, Via del vento, Pistoia, 2004
- Occasioni di lettura. Le relazioni editoriali inedite (1948-1958), Hrsg. Francesca D'Alessandro, Nino Aragno Editore, Turin, 2011

### Briefe
- Federico Roncoroni (Hrsg.): Lettere 1946-1980. mit Piero Chiara. G. e M. Benincasa, Rom 1993.
- Gabriella Palli Baroni (Hrsg.): Una lunga amicizia: lettere 1938-1982. mit Attilio Bertolucci. Garzanti, Mailand 1994 (Vorwort Giovanni Raboni).
- Alessandra Cenni (Hrsg.): La giovinezza che non trova scampo: poesie e lettere degli anni trenta. mit Antonia Pozzi. Scheiwiller, Mailand 1995.
- Scritture private. Con Fortini e con Giudici. Capannina, Bocca di Magra 1995.
- Barbara Colli u. Giulia Raboni (Hrsg.): Un tacito mistero. Il carteggio Vittorio Sereni-Alessandro Parronchi (1941-1982). Feltrinelli, Mailand 2004 (Vorwort Giovanni Raboni).
- Dante Isella (Hrsg.): Miei cari tutti quanti...: carteggio di Vittorio Sereni con Ferruccio Benzoni e gli amici di Cesenatico. San Marco dei Giustiniani, Genua 2004.
- Cecilia Gibellini (Hrsg.): Il cerchio imperfetto: lettere 1946-1954. mit Umberto Saba. Rosellina Archinto, Mailand 2010.
- Beatrice Carletti, Vorwort Niva Lorenzin (Hrsg.): Carteggio con Luciano Anceschi. 1935-1983. Feltrinelli, Mailand 2013, ISBN 978-88-07-53030-2.
- L'amicizia, il capirsi, la poesia. Lettere 1953-1971. mit Niccolò Gallo. Loffredo, Neapel 2013.
- Giovanna Cordibella (Hrsg.): Carteggio (1962-1967). mit Paul Celan. Edizioni l'Obliquo, Brescia 2013, ISBN 978-88-98003-09-9.
- G. Palli Baroni (Hrsg.): Un filo d'acqua per dissetarsi. Lettere 1949-1969. mit Giuseppe Ungaretti. Archinto, Mailand 2013, ISBN 978-88-7768-638-1.
- Federico Migliorati (Hrsg.): Come nasce un poeta. Epistolario fra Vittorio Sereni e Roberto Pazzi negli anni della contestazione (1965-1982). Minerva Edizioni, Bologna 2018.
- Un uomo fratello. Carteggio (1937-1982). mit Carlo Betocchi. Mimesis, Mailand 2018.
- Fabio Moliterni (Hrsg.): Vincendo i venti nemici. Lettere 1959-1982. mit Roberto Roversi. Pendragon, Bologna 2020, ISBN 978-88-336-4178-2.
- iuliana di Febo-Severo (Hrsg.): Carteggio 1947-1983. mit Giorgio Caproni. Olschki, Florenz 2020, ISBN 978-88-222-6612-5.
- Carteggio 1946-1982. mit Franco Fortini. Quodlibet, Macerata 2023, ISBN 978-88-229-2143-7.

### Übersetzungen
- Julien Green: Leviatan. Mondadori, Mailand 1946.
- Paul Valéry: Eupalinos, L'anima e la danza. Dialogo dell'albero. Mondadori, Mailand 1990 (als Tre dialoghi, Torino, Einaudi).
- William Carlos Williams: Poesie. Edizioni del Triangolo, Mailand 1957 (Bilder von Sergio Dangelo). (Turin, Einaudi, 1961)
- René Char: Fogli d'Ipnos. Einaudi, Turin 1968.
- René Char: Ritorno sopramonte e altre poesie. Mondadori, Mailand 1974.
- Guillaume Apollinaire: Eravamo da poco intanto nati. Vanni Scheiwiller, Mailand 1980.
- 'l musicante di Saint-Merry e altri versi tradotti. Einaudi, Turin 1981 (2. Auflage mit Vorwort von Pier Vincenzo Mengaldo, 2001; 3. Auflage, Il Saggiatore, 2019).

Posthum
- René Char: Due rive ci vogliono. Quarantasette traduzioni inedite. Hrsg.: Elisa Donzelli. Donzelli, Rom 2010 (Einleitung von Pier Vincenzo Mengaldo).

## Auszeichnungen
- 1956 – Premio internazionale „Libera Stampa“, mit Un lungo sonno[9]
- 1965 – Premio Montefeltro[36]
- 1972 – Antonio-Feltrinelli-Preis mit la Poesia[11]
- 1976 – Premio Monselice für Literaturübersetzung von Ritorno Sopramonte von René Char[37]
- 1982 – Premio Viareggio für Poesie mit Stella variabile[17]
- 1982 – Premio Bagutta, mit Il musicante di Saint-Merry[38]
- 1983 – Premio Mondello Gedächtnispreis für einen italienischen Autor[39]